# Alain Maron
Pour les articles homonymes, voir Maron.
Alain Maron, né le 6 mai 1972 à Verviers, est un homme politique belge bruxellois, membre d'Ecolo. Il est ministre de l'Environnement, de la Transition Climatique, de la Propreté publique, de l'Énergie, de la Démocratie participative, de la Santé et de l'Action sociale au sein du gouvernement bruxellois depuis le 18 juillet 2019. Il est également membre du collège de la Commission communautaire française chargé de la Santé et de l'Action sociale.
Licencié en politique économique et sociale, il est élu pour la première fois au Conseil communal de Saint-Gilles, en 2004. Il y restera jusqu'en 2018. En 2009, il est élu au Parlement de la région de Bruxelles-Capitale, puis réélu en 2014. En mai 2017, il fait éclater le scandale du Samusocial.
Lors des Élections régionales du 26 mai 2019, il est tête de liste Ecolo pour la Région bruxelloise. Il obtient un score de 11 183 voix. Il négocie l'accord de gouvernement Vervoort III et devient ministre, le 18 juillet 2019, de l'Environnement et du Climat, de l'Économie, de la Propreté et de l'Énergie.

## Carrière politique
- 2004-2018 : conseiller communal à Saint-Gilles
- 2009-2019 : député au parlement de la région de Bruxelles-Capitale.
- 2019- : ministre bruxellois de l'Environnement et du Climat, de l'Économie, de la Propreté et de l'Énergie
- 2020- : ministre bruxellois de la santé

## Décoration
- Commandeur de l'ordre de Léopold (2024)[4]